# 鹤山站 (庆尚北道)
鶴山站（：／ Haksan yeok */?）是韓國日治時期時，朝鮮總督府鐵道局东海南部线上的一个车站，位于庆尚北道浦项市北区鹤山路，目前已废止。

## 历史
- 1919年6月25日：开始使用[1]。
- 1945年7月10日：停用本站[2]。